# Арман (епископ)
Арма́н (лат. Armanus, фр. Armann, итал. Armano; умер в 6 июня 1140 или 1141 года) — епископ аостский.

## Биография
Информация об Армане крайне скудна. Он занял кафедру а Аосте не ранее 1038 или 1039 года, так как 20 октября 1038 или 1039 года упоминается как год смерти епископа Эрберта. Арман один раз упоминается в документе, написанном каноником по имени Гал (Gal), в котором говорится о передаче церкви Сент-Этьен в Грессане каноникам коллегиальной церкви Святого Урса. Документ не датирован, но поскольку в нём упоминается о присутствии на церемонии Тарантезского архиепископа Исраэля, можно датировать документ 1040 или 1041 годом, так как известно, что тот был архиепископом с 1040 до сентября 1041 года. В книге смертей церкви Святого Урса содержится информация о смерти Армана 6 июня неназванного года, но по вышеозначенной причине это может быть только 1040 или 1041 год. Других сведений о нём не сохранилось.